# Anna Zofia Krygowska
Zofia Krygowska, Anna Zofia Krygowska née Czarkowska est une enseignante polonaise de mathématiques née le 19 septembre 1904 à Lviv et morte le 16 mai 1988 à Cracovie.

## Biographie
Ses parents sont Bolesław Czarkowski et Maria Tekla Srokowska. Entre 1923 et 1927, elle étudie les mathématiques à l'université Jagellonne, ainsi qu'à l'université de Varsovie pendant un certain temps. Après ses études, elle travaille dans les écoles de Cracovie en tant que professeur de mathématiques et, pendant la Seconde Guerre mondiale, elle participe à l'enseignement secret en tant qu'agent de liaison de la délégation de la commission de l'éducation publique,.
Après la libération, elle devient employée et, en 1948-1951, directrice du Centre méthodologique de mathématiques de Cracovie. En 1950, elle obtient son doctorat à l'université Jagellonne (son directeur de thèse est Tadeusz Ważewski (pl)) et travaille à l'École supérieure de pédagogie de Cracovie. À partir de 1963, elle occupe le poste de professeur associé et, à partir de 1974, celui de professeur titulaire.
Elle est membre du Conseil général de l'enseignement supérieur de 1963 à 1972.
Elle est l'une des fondatrices du nouveau concept d'enseignement des mathématiques dans l'enseignement secondaire, l'autrice de manuels scolaires novateurs et participante aux efforts internationaux visant à faire de la didactique des mathématiques une discipline scientifique liée aux mathématiques plutôt qu'une partie de la science pédagogique. Elle est particulièrement active au sein de la Commission internationale pour l'étude et l'amélioration de l'enseignement des mathématiques (CIEAEM), dont elle a été présidente, puis présidente honoraire.

### Mort
Krygowska meurt le 16 mai 1988 à Cracovie. Elle est inhumée le 21 mai 1988 au cimetière Rakowicki de Cracovie (section LXIII-1-19).

## Vie privée
Le 27 juillet 1937, elle épouse Władysław Krygowski (pl), un avocat et activiste touristique.

## Récompenses et distinctions
Elle reçoit de nombreuses décorations et distinctions, dont la Croix d'officier de l'Ordre Polonia Restituta en 1967, la Bannière du travail de première classe en 1984, la Médaille de l'Université catholique des sciences et technologies, et est nommée docteure honoris causa par la WSP de Cracovie en 1977. L'assemblée générale de la Société mathématique de Pologne lui décerne le titre de membre honoraire le 4 juin 1977.